# Führerreserve
Die Führerreserve war eine während des Zweiten Weltkrieges von den höheren Kommandoebenen der Wehrmacht eingerichtete Reserve von vorübergehend unbeschäftigten Offizieren („Führern“), die auf eine neue Verwendung warteten.
Die Oberkommandos der Teilstreitkräfte, die Heeresgruppen und Armeen verfügten über jeweils eigene Führerreserven, über deren Verwendung sie nach eigenem Ermessen entscheiden konnten. Besonders in der zweiten Kriegshälfte wurden immer mehr politisch missliebige oder der militärischen Unfähigkeit bezichtigte Offiziere in die Führerreserve versetzt. Angehörige der Führerreserve mussten sich an einem ihnen zugewiesenen Dienstort aufhalten und zur Verfügung ihrer vorgesetzten Dienststelle halten, durften aber keine Kommandos ausüben. Dies kam somit einer vorübergehenden Versetzung in den Ruhestand unter Beibehaltung der bisherigen Bezüge gleich.
Dabei reichten die Dauer der Versetzungen von wenigen Tagen (Helmuth Weidling), Monaten (Walter Model) bis hin zu mehreren Jahren (Walther von Brauchitsch), wenn die Entscheidung gefallen war, den entsprechenden Offizier nicht weiter zu verwenden, ihn aber auch nicht aus der Wehrmacht zu entlassen.